# Sutton-in-the-Isle
Sutton – wieś i civil parish w Anglii, w hrabstwie Cambridgeshire, w dystrykcie East Cambridgeshire. Leży 21 km na północ od miasta Cambridge i 100 km na północ od Londynu. W 2011 civil parish liczyła 3952 mieszkańców.